# Euryglossina lynettae
Euryglossina lynettae is een vliesvleugelig insect uit de familie Colletidae. De wetenschappelijke naam van de soort is voor het eerst geldig gepubliceerd in 1955 door Rayment.